# Kvarnsjön (Östra Ryds socken, Östergötland)
Kvarnsjön är en sjö i Söderköpings kommun i Östergötland och ingår i Söderköpingsåns huvudavrinningsområde.